# ジェスロ・サムナー
ジェスロ・イグザム・サムナー（英: Jethro Exum Sumner、1733年頃 - 1785年3月18日頃）は、アメリカ合衆国ノースカロライナ州の土地所有者、実業家であり、アメリカ独立戦争のときは大陸軍士官だった。バージニア植民地で生まれ、植民地軍の一員としてフレンチ・インディアン戦争でその軍歴が始まった。この戦争が終わった後、ノースカロライナ植民地ビュート郡に移転し、そこそこの土地を取得して、酒場を営業した。ビュート郡の保安官を務めたが、アメリカ独立戦争の勃発と共に声高な愛国者となり、ノースカロライナ植民地議会の議員に選出された。
1776年、サムナーは大陸軍の部隊群であるノースカロライナ・ラインの第3連隊長に指名され、南部戦線とフィラデルフィア方面作戦に参加した。ノースカロライナ州出身で大陸軍の准将になった5人の1人であり、1779年から1783年までこの階級にあった。ストノフェリーの戦いやユートースプリングスの戦いで傑出した働きをしたが、健康問題が再発して事務的な役割を果たすことを強いられるか、ノースカロライナで快復に努めることを強いられることが多かった。ノースカロライナ出身者で大陸軍に務める者の数が劇的に減少したことに伴い、サムナーはノースカロライナ邦民兵隊の将軍となったが、メリーランド出身の大陸軍将軍ウィリアム・スモールウッドがノースカロライナ戦争委員会から民兵隊総指揮官に指名されたことに抗議して辞任した。1783年に独立戦争が終わると、シンシナティ協会のノースカロライナ支部設立に貢献し、その初代支部長になった。サムナーは広大な土地と35人の奴隷を所有していた。1785年に死んだ。

## 初期の経歴

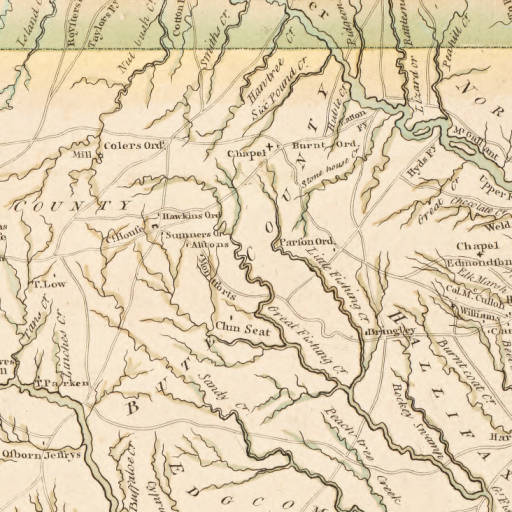
ジョン・コレットによる1770年のノースカロライナ地図、ビュート郡周辺を示す

サムナーは1733年頃にバージニア植民地ナンスモンド郡で生まれた。父は同名のジェスロ・サムナー、母はマーガレット（旧姓サリバン）だった。一家が最初にナンスモンド郡に入植したのは1691年だった。フレンチ・インディアン戦争の1758年から1761年、サムナーはバージニア植民地軍の中尉となり、ウィリアム・バード3世の指揮下にペンシルベニアで従軍した。1758年11月25日、デュケーヌ砦の占領のときに参戦した。1760年、ペンシルベニアにあるベッドフォード砦の指揮官になった。1761年に担当連隊が解隊になった後、ナンスモンド郡の家に戻った。1761年から1764年、ノースカロライナ植民地のビュート郡に移転し、グランビル郡出身のメアリー・ハーストと結婚した。この夫婦には3人の子供が生まれた。娘のメアリーは政治家トマス・ブラウントと結婚し、ブラウントは後にアメリカ合衆国下院議員を何期も務めることになった。
サムナーはビュート郡で妻の家族からかなりの資産を継承することとなり、自身も年36ポンドで借用した土地に酒場を所有し、おそらく運営も行った。植民地時代に国境を越えてバージニアからノースカロライナに移って来た多くの者達と同様に、サムナーはバージニアの者と事業の上で密接な関わりを保持した可能性が強い。1772年から1776年、ビュート郡の保安官を務めたが、アメリカ独立戦争が始まって軍隊の士官になったときに、保安官を辞任した。サムナーは独立戦争前の抗議や政界でも活動し、イギリスとの訣別は避けられないと考えていた。

## アメリカ独立戦争
1775年、ノースカロライナ植民地議会は州全体から民兵隊を立ち上げる法案を成立させ、その目的のために6つの民兵地区を組織した。その内の1つはハリファックスの町を中心とするものであり、その中にサムナーの家が入っていた。州全体の民兵隊を構成する兵士は6か月間の徴兵期間で徴募された。サムナーはハリファックス地区民兵隊の少佐に選ばれ、兵士達を訓練して、今後予想される戦闘に備えるよう指示された。1775年の8月から9月、ノースカロライナ議会第3会期にビュート郡の代表を務めた。同年11月、サムナーは民兵隊を現役任務に招集し、北に進軍してロバート・ハウの部隊と合流し、ノーフォーク占領とその後の焼き討ちに関わった。

### 南部戦線、1776年
1776年4月4日、アメリカ独立戦争が一年間近くマサチューセッツでの闘争が続いた後、ハリファックスのノースカロライナ植民地議会はサムナーを大佐に選任し、ノースカロライナ第3連隊長とした。この年、イギリス軍が侵略を試みたチャールストンで、防衛戦に参加した可能性がある。その後、チャールズ・リー少将によるイギリス領フロリダ侵略の作戦に関わったが、この計画は結局頓挫した。その侵略の計画段階で、バージニア第8連隊長のピーター・ミューレンバーグと意見が合わなかった。リーが部隊に先行して動いている間に、そのバージニアとノースカロライナの部隊の指揮をどちらが執るかという問題が争いの元だった。この問題は審問にあたった軍事法廷にサムナーが出席せず、申し立てできなかった後で、ミューレンバーグに暫定指揮権が与えられるということで落ち着いた。1776年8月18日までにサムナーの第3連隊はジョージア植民地サバンナに到着し、その月早くに到着していたリーと合流した。しかし、結局フロリダ侵攻は実現せず、サムナーはその連隊をサバンナに残し、同年9月にノースカロライナからさらに多くの兵士を徴募するために戻った。

### フィラデルフィア方面作戦とバレーフォージ
1777年初期、サムナーはノースカロライナ第3連隊の指揮を再度執り、北へ進軍して、フィラデルフィア方面作戦を指揮していたジョージ・ワシントン将軍の下に就いた。同年初期から中期、ニュージャージーのモリスタウンで大陸軍の本隊と宿営地に留まっていた。サムナーとその部隊は定期的に訓練し、その物資や武器を検査して修理したが、ノースカロライナ兵の持っていたマスケット銃の多くはお粗末なものだったので、結局かなりの数の銃を廃却した。サムナーとその連隊はブランディワインの戦いとジャーマンタウンの戦いに参戦した。1777年から1778年の冬はワシントンの本隊と共にバレーフォージで過ごした。
ジャーマンタウンの戦いでフランシス・ナッシュ将軍が戦死した後、その指揮していたノースカロライナ旅団は指揮する将軍が居ないままとなっていた。冬季宿営の間、ニューヨークのアレクサンダー・マクドゥガルやジョージアのラクラン・マッキントッシュがこの旅団の暫定指揮官に指名された。ノースカロライナ出身の士官達の多くは、ノースカロライナが大陸軍に提供している兵士の数に基づいて、さらに2人の准将が指名されるべきと考えていた。バレーフォージでのノースカロライナ旅団は総勢1,051名だったが、353名は病気であり、164名は任務に適した衣服も無いありさまだった。サムナー自身も1778年初期に病気になり、快復のために帰郷をせざるを得なかった。その快復期にもノースカロライナで兵士の徴募を続けた。その徴兵努力にも拘わらず、1778年2月、ノースカロライナの連隊は使える兵士が少なかったので、連隊を統合することになり、サムナーの第3連隊は第5連隊に吸収された。

### 昇進と両カロライナでの作戦行動
ノースカロライナはもっと将軍の位に就く者が多くてもいいと思っていたが、誰をその地位に就かせるかということについてノースカロライナ植民地議会議員の間に闘争があった。大陸会議に派遣していたノースカロライナの代議員の中でも指導的存在だったトマス・バークは、提案された候補者の誰にも明らかに興味を示さなかった。事態をさらに複雑にしたのは、将軍の有力候補と目されていたアレクサンダー・マーティンが、臆病だという告訴が出された後に辞任したことであり、もはや適切な候補者は居ないと見られるようになった。議会は1777年11月7日に招集された後、1か月以上も将軍になれる可能性がある者についての議論を引き延ばしていた。12月15日までに議会は第二次大陸会議に送る代議員に、サムナーを将軍に昇進させるよう指示していた。しかし、大陸会議が同じノースカロライナの同僚であるジェイムズ・ホーガンと共にサムナーを准将に昇進させたのは1779年1月9日になってからだった。サムナーにはサウスカロライナでベンジャミン・リンカーン将軍の軍隊に合流するよう命令が出た。サムナーは大陸会議で代議員票を13票得て最高であり、ホーガンは9票、トマス・クラークが4票だった。
1779年6月20日、サムナーは大陸軍の旅団を率いてストノフェリーの戦いに入り、イギリス軍の右翼を衝いてドイツ人傭兵のフォン・トルムバック連隊を潰走させた。大陸軍と愛国者民兵隊はこの戦闘の間に弾薬が尽きかけており、リンカーンは総退却を命じるしかなかった。サムナーの指揮下で少なくとも7人の大陸軍士官が負傷し、ノースカロライナの兵士は10名が戦死したが、その中には後のアメリカ合衆国大統領アンドリュー・ジャクソンの兄弟ヒューが含まれていた。ストノフェリーの戦い後、サムナーは再度健康が悪化した。快復のためにノースカロライナに戻り、その快復期も徴兵活動を続けた。その快復期には財政問題も生じていた。当時は金融危機にあり、サムナーの地位にある多くの士官が故郷では財政的に立ち行かなくなっていた。リンカーンからはノースカロライナで脱走者を探し、軍務に戻るよう説得する任務も与えられた。サムナーは1779年9月と10月を公式休暇としていたが、その間にサバンナ包囲戦で愛国者軍が敗れていた。

### 民兵隊の指揮
1780年5月のチャールストン包囲戦と同年8月のキャムデンの戦いの間で、ノースカロライナ・ライン（ノースカロライナの大陸軍部隊全体に関わる、拘束力の弱い組織）は事実上効力を失くしており、かなりの損失を出し、また多くの兵を捕虜に取られていた。この期間の少なくとも一部で、サムナーはノースカロライナにあって徴兵活動に当たっていた。ノースカロライナ議会はノースカロライナ・ラインを再構築するよりも、邦を守るために民兵隊に頼ることにした。1780年9月、州全体の民兵隊をリチャード・キャズウェルが指揮する下に、サムナーは一時的にヒルズボロ地区民兵隊の指揮官に派遣された。サムナーはノースカロライナ民兵旅団の指揮官として、イギリス軍チャールズ・コーンウォリス将軍の侵攻に対して邦を守る任務を与えられた。しかし、民兵は装備がお粗末であり、また訓練も積まれていなかった。
1780年後半、ノースカロライナ戦争委員会は、ノースカロライナ民兵隊の指揮官からカズウェルを更迭し、議会はメリーランド出身のウィリアム・スモールウッド大陸軍准将に民兵隊の指揮を任せた。議会はその民兵隊の指揮官に信頼感を失くしていた。南部戦線で勢力を落としているノースカロライナ大陸軍の指揮までがスモールウッドに与えられたとき、サムナーは不快を感じた。アレクサンダー・マーティンその他から慰留されたものの、1780年10月、サムナーは民兵隊指揮官を辞任し、大陸軍の任務に戻った。キャズウェルやマーティンのような著名な民兵隊指揮官およびその支持者によて政治的な挫折があり、サムナーの辞任から間もない時期に議会は戦争委員会を廃止し、特にキャズウェルは「非常時委員会」と呼ぶ戦争委員会に変わる組織で権力の座に復帰した。

### 大陸軍への復帰

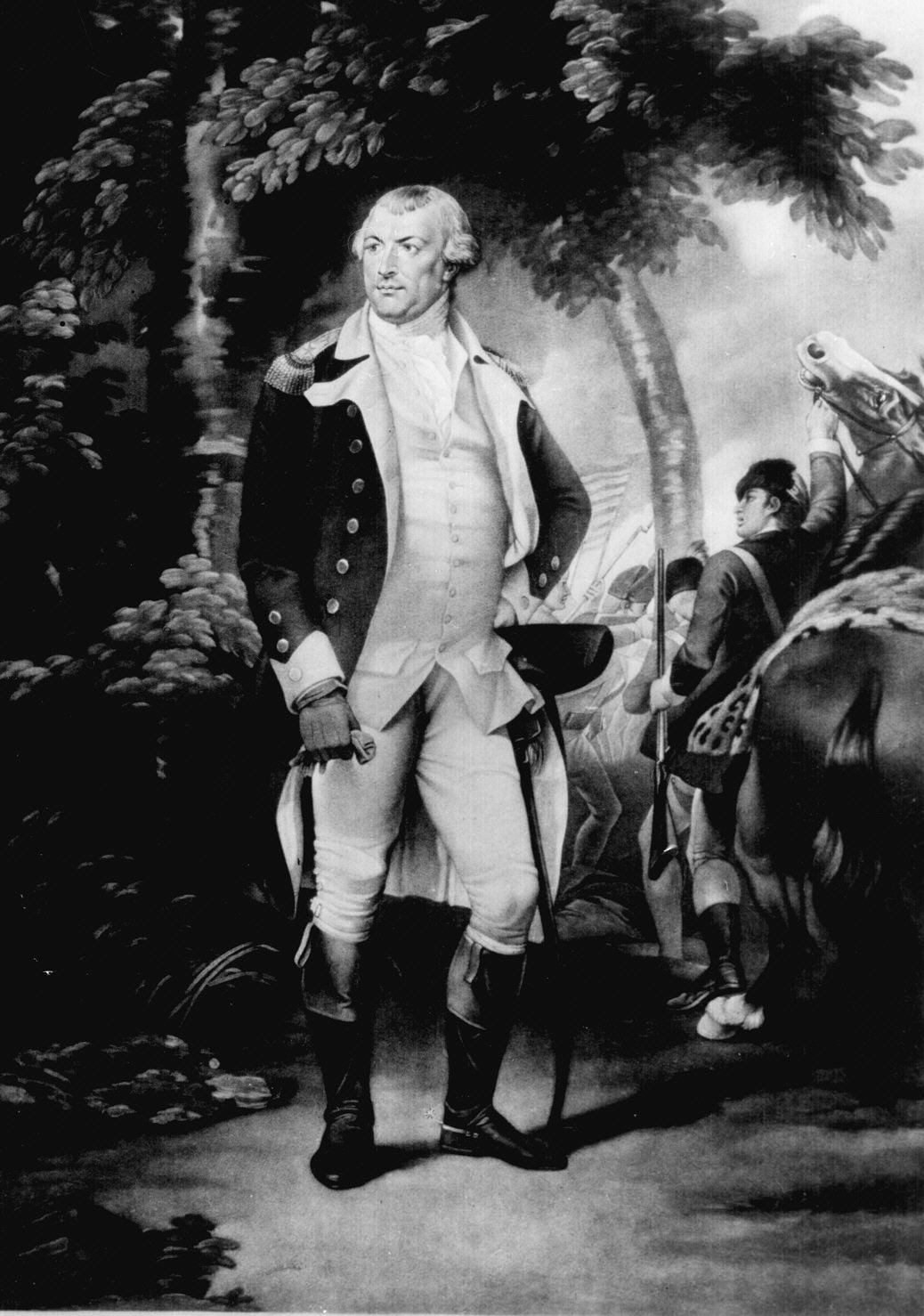
ナサニエル・グリーン将軍、サムナーは1780年からその下に仕えた

サムナーはその後、1780年12月に南部戦線に赴任して来たナサニエル・グリーン将軍に仕えた。グリーンからはノースカロライナからさらに多くの大陸軍兵士を徴募するよう指示された。1781年6月2日、グリーンがサムナーにサウスカロライナで合流するよう命じたので、8月1日に新兵350名を率いて合流した。ノースカロライナ邦では徴兵法が成立していたが、一時的にしろ恒久的にしろ脱走が続き、配下にある勢力は日々変化した。この脱走のためにサムナーは、宿営地での兵士の動向を支配できないと考え、グリーンに個人的に謝罪することとなった。9月8日、ユートースプリングスの戦いで、サムナーの連隊は大陸軍の右翼にあり、イギリス軍による数回の襲撃を止める重要な役割を果たした。グリーンはユートースプリングスでのノースカロライナ兵の働きについて、「最高のベテランと顕彰されるべき程度の頑固さで戦った」と述べて功績を称えた。
ユートースプリングスでの成功に続き、1781年にはグリーンからノースカロライナにおける大陸軍指揮官に指名された。グリーンはサムナーに、主にノースカロライナにおける軍事的状況の支配を取り戻すことを期待していた。これは当時の知事で元は大陸会議の代議員だったトマス・バークが、1781年9月12日、ロイヤリスト指導者デイビッド・ファニングによるヒルズボロでの白昼の襲撃によって捕まっていたからだった。イギリス軍と大陸軍の間の戦闘は、1781年遅くに事実上終息していた。その時点から後、サムナーは病気を再発させたこともあった、一時期には数か月間も上官であるグリーンに何も報告できないことがあった。

## 戦後の活動、死、遺産

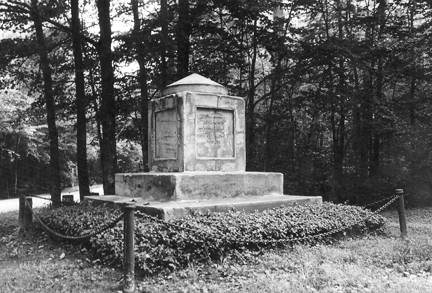
ギルフォード郡庁舎国定軍事公園にあるジェスロ・サムナーの記念碑、1891年にサムナーが移葬された

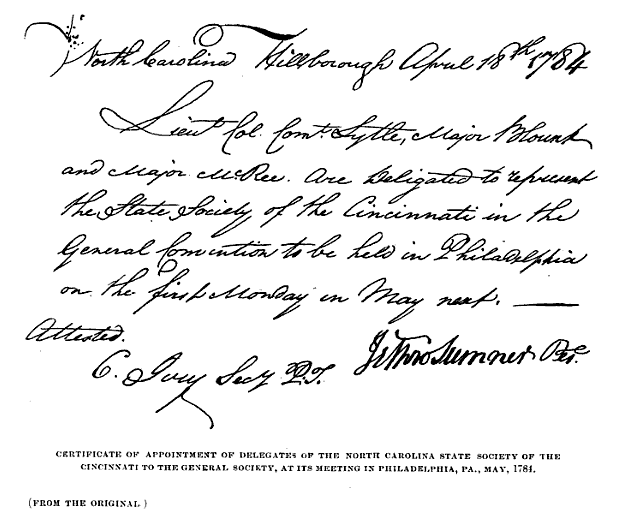
サムナーが署名した手紙、1784年5月、シンシナティ協会全国集会にノースカロライナから送る代議員を指名している

1783年に独立戦争が終わった後、サムナーはビュート郡に戻った。そこはバンカーヒルの戦いの英雄ジョセフ・ウォーレンにちなんでウォーレン郡と改名されていた。サムナーの妻は1781年から1785年の間で死んでいた。都合84か月間にわたる大陸軍への従軍に対しては、1783年10月23日に土地による補償を受け取った。1783年10月、シンシナティ協会のノースカロライナ支部設立に貢献し、その初代支部長になった。
サムナーはウォーレン郡で、1785年3月15日から19日の間に死んだ。満52歳だった。その死の時に、ノースカロライナとテネシーに2万エーカー (80 km2) の土地と35人の奴隷を所有していた。テネシーの土地の多くは大陸軍への従軍の補償として得たものだった。その遺骸は当初ウォーレントンの郊外8マイル (13 km) の位置に埋葬されたが、後の1891年に、ギルフォード郡庁舎の戦場跡に移され、「愛国者への記念碑」の一部とされる碑の下に埋葬された。2012年3月、ある自動車の運転者がオフロードで運転し、鹿を避けようとしてサムナーの記念碑にぶつかり、その石造りの碑を危うく破壊するところだった。碑は2012年5月までに修復され、サムナーは公的な儀式によって再度埋葬された。テネシー州のサムナー郡は元々ノースカロライナ西部の領内にあった所であり、サムナーがそこを訪れることは無かったものの、サムナーにちなんで名付けられた。